# Smidary

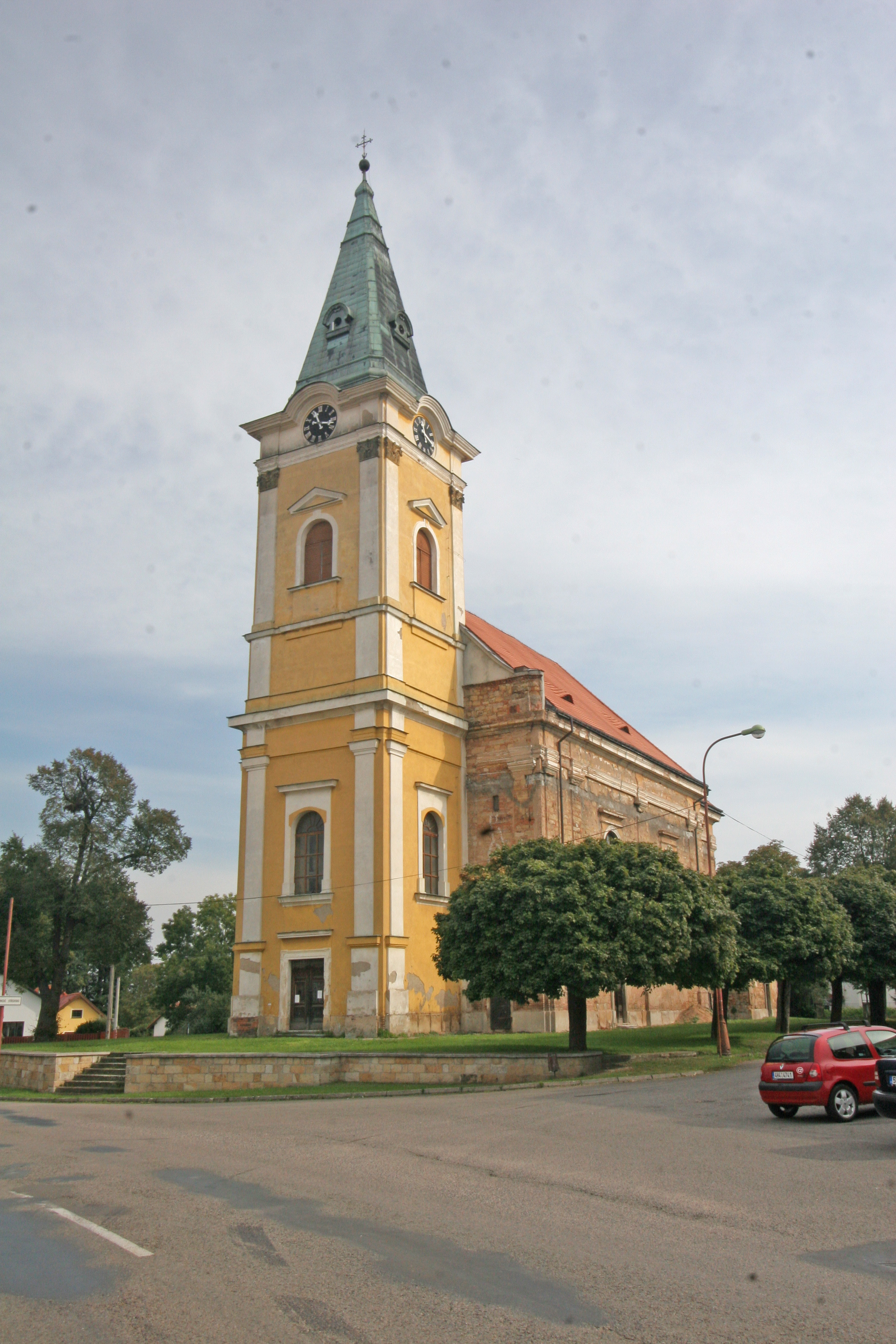
Kirche des hl. Stanislav in Smidary

Smidary (deutsch Smidar) ist eine Gemeinde in Tschechien. Sie liegt sechs Kilometer nördlich von Nový Bydžov und gehört zum Okres Hradec Králové.

## Geographie
Smidary befindet sich rechtsseitig der Cidlina und Javorka auf der Ostböhmischen Tafel. Nördlich erhebt sich der Sychrov (265 m), nordwestlich der Kamenec (266 m) und im Westen die Homolka (286 m). Entlang der Javorka führt die Bahnstrecke Velký Osek–Trutnov, die Station Smidary liegt einen reichlichen Kilometer östlich des Dorfes. Smidaray ist der Kreuzungspunkt der Staatsstraße 280 zwischen Kopidlno und Hořice mit der 327 von Nový Bydžov nach Podhorní Újezd a Vojice.
Nachbarorte sind Chotělice im Norden, Ohnišťany und Loučná Hora im Nordosten, Myštěves im Osten, Stihňov im Südosten, Červeněves, Ovčín und Křičov im Süden, Smidarská Lhota im Südwesten, Vinary im Westen sowie Hrobičany im Nordwesten.

## Geschichte
Die erste urkundliche Erwähnung von Smidary erfolgte im Jahre 1332. Während der Hussitenkriege wurde das Dorf 1424 von Jan Žižka niedergebrannt. 1558 verkaufte Zdislava von Wartenberg die Feste Smidary einschließlich des Dorfes in der Pfarrkirche an Christoph Sylwar von Silberstein. Dieser ließ die Wasserfeste an der Cidlina erneuern. 1562 erhob Kaiser Ferdinand I. Smidary zum Mediatstädtchen und verlieh dem Ort ein Wappen. Nach den Wartenbergern folgen als Besitzer u. a. Magdalena Trčka von Lobkowicz, Albrecht von Waldstein und nach dessen Ermordung bis zum Jahre 1851 die Grafen von Colloredo.
Nach der Aufhebung der Patrimonialherrschaften bildete Smidary ab 1850 eine Marktgemeinde im Bezirk Nový Bydžov. Im Jahre 1870 eröffnete die Österreichische Nordwestbahn die Hauptbahn Groß Wossek – Trautenau. Ab 1882 war Smidary Ausgangspunkt der Lokalbahn nach Hochwessely (Vysoké Veselí). 1891 erwarben die Czjzek von Smidaich die Güter. 1910 wurde Smidar zur Stadt erhoben und hatte 1934 Einwohner.
1948 wurden die Stadtrechte von Smidary nicht erneuert. Seit 1961 gehört Smidary zum Okres Hradec Králové. Im selben Jahre wurden Červeněves, Loučná Hora und Křičov eingemeindet. 1980 kam noch Chotělice hinzu. Die Bahnstrecke Smidary–Vysoké Veselý wurde 1976 stillgelegt.

## Gemeindegliederung
Die Gemeinde Smidary besteht aus den Ortsteilen Červeněves (Rothendorf), Chotělice (Chotielitz), Křičov (Kritschow), Loučná Hora (Wiesenberg) und Smidary (Smidar) sowie der Ansiedlung Ovčín (Schafstall).
500 m südöstlich von Smidary liegt das seit 1496 wüste Dorf Medříč.

## Sehenswürdigkeiten
- Schloss Chotělice, errichtet unter den Grafen Mensdorff-Pouilly
- Kirche des hl. Stanislav in Smidary
- Rathaus, erbaut 1826
- barocke Statuen des hl. Johannes von Nepomuk, hl. Wenzel und Mariensäule aus dem Jahre 1718 im Schlosspark
- Schloss Smidary, errichtet 1825 im Empirestil
- hölzerne Kirche St. Georg und Glockenturm in Loučná Hora, erbaut im 14. Jahrhundert
- Eiskeller an der Mühle Podhrad, technisches Denkmal

## Persönlichkeiten

### Söhne und Töchter der Gemeinde
- Emanuel Graf v.Mensdorff-Pouilly (1866–1948), Herr auf Schloss Chotělice, Mitglied des Böhmischen Landtags
- Edward Babák (1873–1926), Physiologe
- Alois Neuman (1901–1977), Sozialist, Widerstandskämpfer gegen den Nationalsozialismus, Häftling im KZ Buchenwald und Justizminister der Regierung der ČSR
- Jiří Šotola (1924–1989), Romanschriftsteller

### Im Ort lebten und wirkten
Auf dem Friedhof befindet sich die letzte Ruhestätte des Dichters Karl Agnel Schneider (Karel Sudimír Šnajdr; 1766–1835).